# Harry Giese
Pour les articles homonymes, voir Giese.
Harry Giese, né à Magdebourg (Saxe prussienne) le 2 mars 1903 et mort à Berlin (Allemagne) le 20 janvier 1991, est un acteur allemand.
Il est surtout connu pour ses commentaires en voix off pour les actualités allemandes pendant la Seconde Guerre mondiale (Die Deutsche Wochenschau) et pour être le narrateur du film de propagande antisémite Le Juif éternel (1940).

## Filmographie
Harry Giese est le narrateur ou une voix dans les films :
- 1940 : Le Juif éternel (Der ewige Jude) de Fritz Hippler
- 1941 : Die Leibstandarte SS-Adolf Hitler im Einsatz
- 1941 : Sieg im Westen
- 1943 : Deutsche Wochenschau Nr. 681/40/1943
- 1948 : Ballade berlinoise  de Robert A. Stemmle
- 1948 : Feind und Freund - Ein Film vom Schimmelpilz
- 1954 : L'affaire de l'amiral Canaris
- 1954 : Der goldene Garten
- 1955 : Hotel Adlon
- 1959 : Die Pamir